# 千石城山
千石城山（せんごくじょうやま）は、富山県中新川郡上市町にある山。標高は757.3m。かつて修験者が剱岳を仰拝したとい展望の良い山頂がある。
富山県登山連盟の富山の百山の一つ。

## 概要
上市町に8ヶ所ある中世城跡群の中で最も高所にある山で、三等三角点のある山頂には人の手の加わった二段の郭のある平坦地があり、山城の面影を残している。富山市街地からは小さなコブのような山容に見える。
。

## 登山
山麓にふるさと剱親自然公園が整備された時、小一時間で山頂にいける登山道が整備された。その登山口は林道千石線の途中にある。
気軽に行ける山スキーの名所として知られ、小学生などを対象とした登山イベントも例年開催されている。